# Stadlern
Stadlern é um município da Alemanha, situado no distrito de Schwandorf, no estado da Baviera. Tem 10,55 km² de área, e sua população em 2019 foi estimada em 513 habitantes.